# Floridatandkarp
Floridatandkarp (Jordanella floridae) är en fiskart bland de äggläggande tandkarparna i ordningen tandkarpar. Den lever i olika slags sötvatten som floder, dammar och sjöar i Florida i Nordamerika, men kan ibland också simma in brackvattensområden. Den hålls även i akvarium. 
Hanen är olivfärgad med svart, röd och blå färgteckning, medan honan är mer dämpad i färgerna. 

## Floridatandkarpen som akvariefisk
Floridatandkarpen är revirhävdande och kan bete sig aggressivt mot andra fiskar i akvariet. De bildar grupper med en hane och flera honor. Den är en så kallad romspridare och har ingen ägg- eller yngelvård. Främst är den nattaktiv.
Som många andra akvariefiskar behöver den passande skötsel, utrymme och inredning i akvariet, liksom en näringsriktig utfodring. Floridatandkarpen är en allätare (omnivor) som gärna äter både animalisk föda och alger i släktet Bryopsis ("håralger"). I ett planterat akvarium kan den även äta akvarieväxter.